# Rescue
Die Weltmeisterschaften im Rettungsschwimmen Rescue der International Life Saving Federation (ILS), bzw. einer ihrer Vorgängerorganisationen, finden seit dem Jahr 1988 alle zwei Jahre an wechselnden Orten statt. Zuvor gab es zwei Weltverbände FIS (Federation International Sauvetage) und WLS (World Life Saving), die sich 1993 zur ILS zusammengeschlossen haben und vor 1988 jeweils eigene Weltmeisterschaften durchgeführt haben.

## Organisation
Die teilnehmenden Nationalmannschaften, Vereinsmannschaften und Senioren (Masters) aus den der ILS angeschlossenen Verbänden messen sich jeweils als Mannschaften oder Einzelstarter in einem eigenen Wettbewerb. Die Wettbewerbe unterteilen sich in Disziplinen in der Halle (Still Water / Pool Events) und Disziplinen im Freigewässer (Open Water / Ocean Events). Die einzelnen Disziplinen sind unter Rettungssport nachzulesen.
Im Jahr 2008 wurden die Weltmeisterschaften im Auftrag der ILS von der Deutschen Lebens-Rettungs-Gesellschaft (DLRG) in Berlin (Hallenbad-Disziplinen) und Warnemünde (Freigewässerdisziplinen) ausgetragen.
Die darauffolgende Weltmeisterschaft fand vom 2. bis 17. Oktober 2010 in Ägypten statt. Planmäßig sollte sie in Cornwall durchgeführt werden – diese wurde aber aus logistischen Gründen abgesagt.
Vom 7. bis 18. November 2012 fand die Weltmeisterschaft wiederum in Australien, in Adelaide statt.
Die erfolgreichsten Teilnehmer sind Lutz Heimann, der 35 Mal Weltmeister, und Carsten Schlepphorst, der 23 Mal Weltmeister werden konnte. Beide starteten für die deutsche Nationalmannschaft.

## Austragungsorte
| Jahr | Meisterschaft         | Austragungsort                              |
| ---- | --------------------- | ------------------------------------------- |
| 1951 | FIS                   | Cannes, Frankreich                          |
| 1953 | FIS                   | Nantes, Frankreich                          |
| 1954 | FIS                   | Algier, Algerien                            |
| 1955 | FIS                   | Paris, Frankreich                           |
| 1956 | FIS                   | Mulhouse, Frankreich                        |
| 1956 | International contest | Torquay Beach, Australien                   |
| 1957 | FIS                   | Bordeaux, Frankreich                        |
| 1958 | FIS                   | Châlons du Marne et Reims, Frankreich       |
| 1959 | FIS                   | Wiesbaden, Deutschland                      |
| 1960 | FIS                   | Madrid, Spanien                             |
| 1961 | FIS                   | Esch sur Alzette, Luxemburg                 |
| 1962 | FIS                   | Rome, Italien                               |
| 1963 | FIS                   | Paris, Frankreich                           |
| 1964 | FIS                   | Alger, Algerien                             |
| 1966 | FIS                   | Rabat, Marokko                              |
| 1967 | FIS                   | Salzburg, Österreich                        |
| 1968 | FIS                   | Trier, Deutschland                          |
| 1969 | FIS                   | Rome, Italien                               |
| 1972 | FIS                   | Vittel Neufchateau Contrexville, Frankreich |
| 1974 | WLS                   | Südafrika                                   |
| 1974 | FIS                   | Barcelona, Spanien                          |
| 1976 | FIS                   | Berlin, Deutschland                         |
| 1978 | FIS                   | London, Großbritannien                      |
| 1981 | WLS Interclub         | Bali, Indonesien                            |
| 1981 | FIS                   | Sofia, Bulgarien                            |
| 1983 | WLS Interclub         | Hawaii, USA                                 |
| 1983 | FIS                   | Warsaw, Polen                               |
| 1987 | FIS                   | Warendorf, Deutschland                      |
| 1988 | Rescue 88             | Gold Coast, Australien                      |
| 1990 | Rescue 90             | Lübeck/Travemünde, Deutschland              |
| 1991 | FIS                   | Jönköping, Schweden                         |
| 1992 | Rescue 92             | Shimoda, Japan                              |
| 1994 | Rescue 94             | Cardiff/Newquay, Großbritannien             |
| 1995 | FIS                   | Valenciennes, Frankreich                    |
| 1996 | Rescue 96             | Durban, Südafrika                           |
| 1998 | Rescue 98             | Auckland, Neuseeland                        |
| 2000 | Rescue 2000           | Sydney, Australien                          |
| 2002 | Rescue 2002           | Daytona Beach/Orlando, USA                  |
| 2004 | Rescue 2004           | Livorno/Viareggio, Italien                  |
| 2006 | Rescue 2006           | Geelong/Lorne, Australien                   |
| 2008 | Rescue 2008           | Berlin/Warnemünde, Deutschland              |
| 2010 | Rescue 2010           | Alexandria, Ägypten                         |
| 2012 | Rescue 2012           | Adelaide, Australien                        |
| 2014 | Rescue 2014           | Montpellier, Frankreich                     |
| 2016 | Rescue 2016           | Eindhoven/Noordwijk, Niederlande            |
| 2018 | Rescue 2018           | Adelaide, Australien                        |
| 2020 | Rescue 2020           | verschoben auf 2022                         |
| 2022 | Rescue 2022           | Riccione, Italien                           |